# Đài tưởng niệm Nicolaus Copernicus ở Kraków

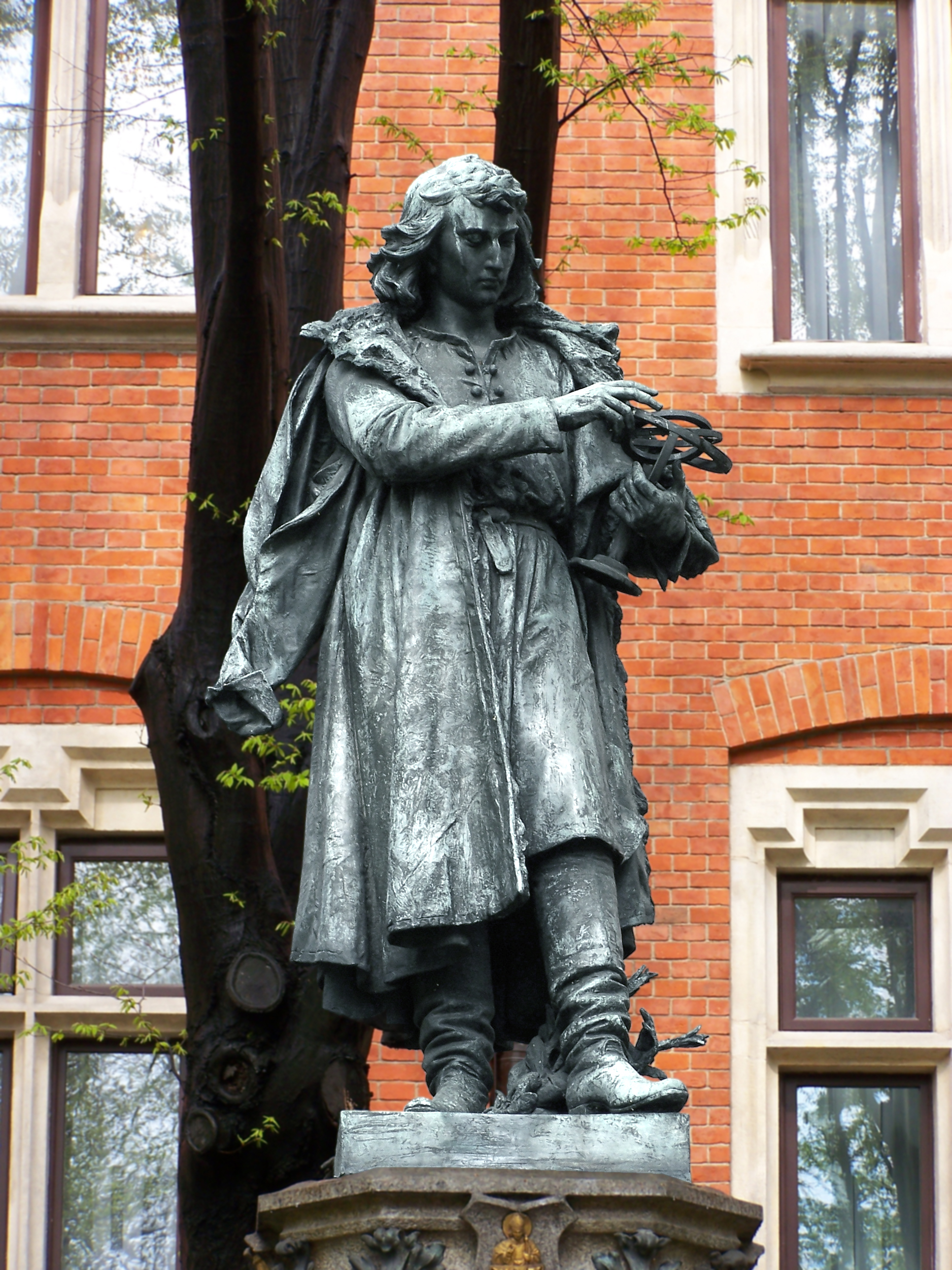
Đài tưởng niệm Nicolaus Copernicus ở Kraków, Ba Lan (2008)

Đài tưởng niệm Nicolaus Copernicus ở Kraków (tiếng Ba Lan: Pomnik Mikołaja Kopernika w Krakowie) là một trong những tượng đài nổi tiếng ở Kraków, Ba Lan. Công trình này được xây dựng nhằm tưởng nhớ nhà thiên văn học nổi tiếng người Ba Lan Nicolaus Copernicus, người từng theo học tại Học viện Kraków.
Tượng đài này được nhà điêu khắc Cyprian Godebski thiết kế vào năm 1899 và chính thức được khánh thành vào ngày 8 tháng 6 năm 1900 tại khuôn viên Bảo tàng Collegium Maius - Đại học Jagiellonian. Tuy nhiên, vào năm 1953, theo kiến nghị của nhà sử học Karol Estreicher, tượng đài được chuyển đến Công viên Planty ở Kraków, phía trước tòa nhà Collegium Witkowski.
Tượng đài khắc họa hình ảnh Nicolaus Copernicus trong trang phục học giả. Ông đứng trên một bệ đá granit được cấu thành từ bốn miếng đá cẩm thạch khắc những dòng chữ bằng tiếng Latinh. Trên tay, Copernicus cầm một chiếc thước trắc tinh (dụng cụ ngành thiên văn học). Ban đầu, đài tưởng niệm được thiết kế theo hình dáng một đài phun nước, nhưng sau đó đã được điều chỉnh theo phong cách kiến trúc Gothic của Bảo tàng Collegium Maius.